# Mičánek Motorsport
Mičánek Motorsport je profesionální česká automobilová závodní stáj. Vznikla v roce 1991 pod vedením Jiřího Mičánka, 25násobného mistra České republiky v závodech do vrchu.
| sezóna | divize Lamborghini                                                                                                  | divize Clio  | divize Porsche                                  |
| ------ | --- | ------------ | ----------------------------------------------- |
| 2016   | Michal Petrů Jiří Stránský Michal Polák Tomáš Mičánek Bronislav Formánek                                            |              | Josef Šmarda Radek Hort Tomáš Urban Jonáš Hecht |
| 2017   | Josef Záruba Bronislav Formánek Libor Dvořáček Tomáš Mičánek Jiří Stránský Martin Hudec Hynek Charous Libor Šichtař |              | Josef Šmarda Petr Majer Tomáš Urban             |
| 2018   | Josef Záruba Bronislav Formánek Libor Dvořáček Kurt Wagner                                                          | Michal Makeš | Josef Šmarda Petr Majer                         |